# Jagdstaffel 15
La Königlich Preußische Jagdstaffel Nr 15 ou Jagdstaffel 15 était un « groupe de chasse » (c'est-à-dire un escadron de chasseurs) de la Luftstreitkräfte, la branche aérienne de l'Armée impériale allemande pendant la Première Guerre mondiale. Jasta est un acronyme formé par l'abréviation du mot allemand Jagdstaffel (escadrille de chasse). L'unité totalise 150 victoires aériennes (dont 5 ballons d'observation) pendant la guerre, au prix de 7 de ses pilotes tués au combat, 2 tués dans des accidents, 5 blessés (dont 2 lors d'accidents) et 2 prisonniers,. 

## Histoire
La Jagdstaffel 15 est formée le 28 septembre 1916 à Rixheim, en regroupant des éléments issus de trois unités préexistantes : le Kampfeinsitzer Kommando Habsheim, le Feldflieger Abteilung (FFA) 48 et le FFA 68. La nouvelle Jasta est opérationnelle le 9 octobre 1916.  Trois jours plus tard, elle effectue une mission d'interception contre des bombardiers français et britanniques visant l'usine Mauser d'Oberdorf et en détruit trois. Au cours des mois suivants, la Jasta obtient des résultats mitigés contre les Nieuport et les Caudron français. Cependant, l'arrivée de Heinrich Gontermann au commandement en avril 1917 change la donne. L'as arrive avec 17 victoires à son actif et en marqua 22 de plus avec la Jasta 15, ce qui représente alors environ la moitié des victoires de l'unité. Sa mort accidentelle, due à la rupture de l'aile d'un des premiers modèles de triplan Fokker Dr.I, retarde le déploiement de cet appareil et prive la Jasta 15 de son leader. Au moment où elle rejoint le Jagdgeschwader II (JG II), la Jagdstaffel 15 a environ 47 victoires à son actif.
L'unité est intégrée au JG II, alors sous les ordres de Adolf Tutschek et basée à Autremencourt en février 1918. Le 19 mars 1918, Rudolf Berthold prend le commandement du JG II après la mort de Tutschek. Le nouveau commandant échange alors complètement les personnels de la Jagdstaffel avec ceux de la 18, son ancienne unité, afin de garder à ses côtés des pilotes qu'il connaît.
Après avoir combattu jusqu'à la fin de la guerre, la Jagdstaffel 15 est démobilisée en novembre 1918 à Halle an der Saale, en Allemagne.

## Liste des commandants (Staffelführer)
1. Oberleutnant Herman Kropp : 28 septembre 1916 - novembre 1916[1]
2. Oberleutnant Max Reinhold : 9 novembre 1916 - 26 avril 1917[1]
3. Leutnant Heinrich Gontermann : 26 avril 1917 - 30 octobre 1917 (tué dans un accident de vol)[1]
4. Leutnant Hans Hermann von Budde : 30 octobre 1917 – 14 mars 1918[1]
5. Leutnant August Raben : 14 mars 1918 – 20 mars 1918 (passe au commandement de la Jagdstaffel 18 lors de l'échange organisé par Rudolf Berthold)[1]
6. Oberleutnant Ernst Turck : 20 mars 1918 – 18 mai 1918[1]
7. Leutnant Josef Veltjens (en) : 18 mai 1918 – 13 août 1918[1]
8. Leutnant Olivier Freiherr von Beaulieu-Marconnay (en) : 13 août 1918 – 22 août  1918[1]
9. Leutnant Josef Veltjens : 22 août 1918 – 11 novembre 1918[1]

## Membres célèbres
La Jagdstaffel 18 compta dans ses rangs plusieurs as de l'aviation, :
- Georg von Hantelmann
- Josef Veltjens (en)
- Heinrich Gontermann
- Johannes Klein (en)
- Olivier Freiherr von Beaulieu-Marconnay (en)
- Hugo Schafer (en)
- Gustav Klaudat (en)
- Ernst Udet
- Heinrich Arntzen (en)
- Albert Haussmann (pl)
- Karl Mendel (pl)
- Hans Müller (en)
- Kurt Schmückle (pl)
- Kurt Haber (pl)
- Arthur Rahn (en)
- Johannes Klein (en)